# Zabytki w Szydłowcu

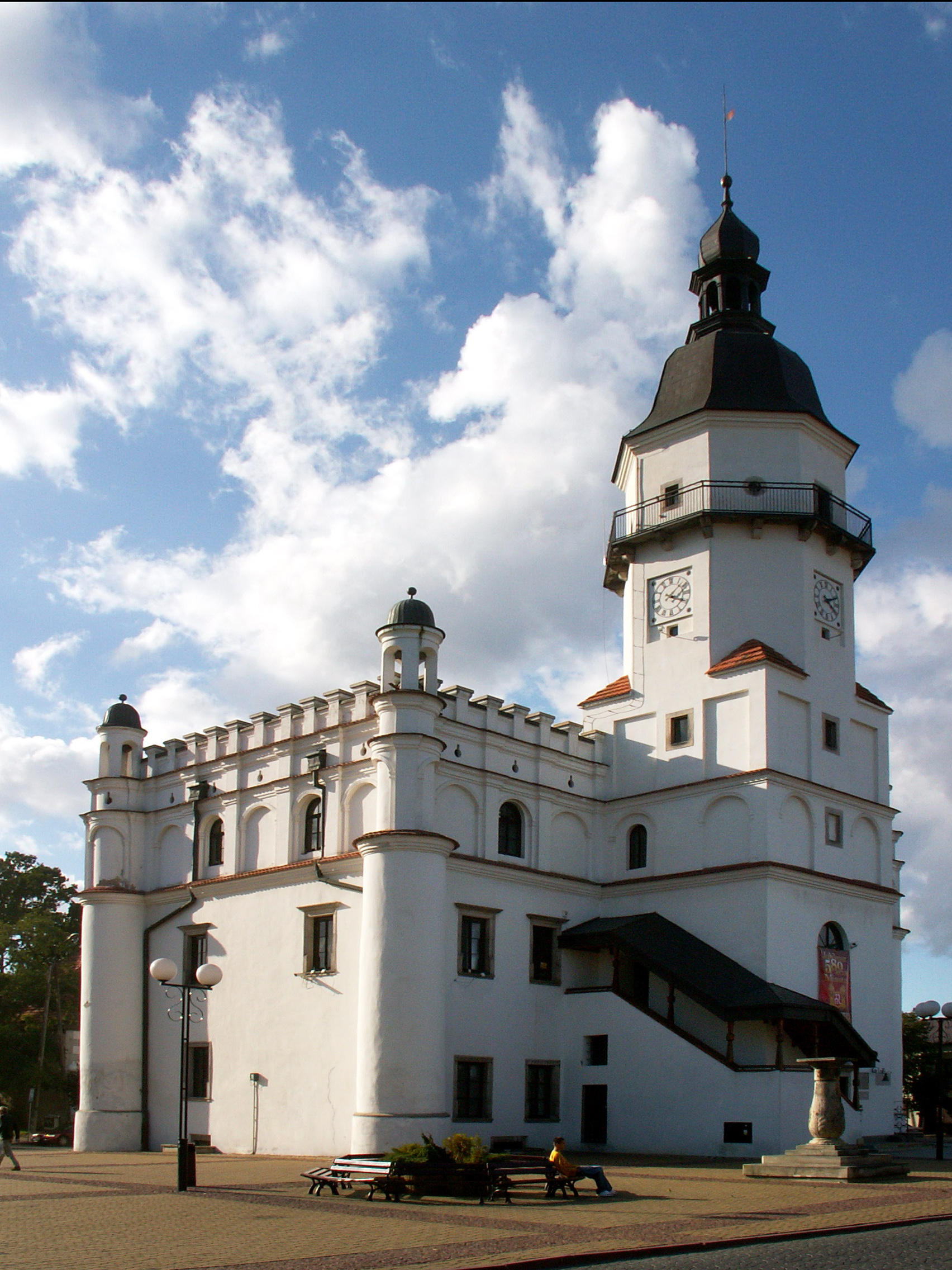
Ratusz miejski

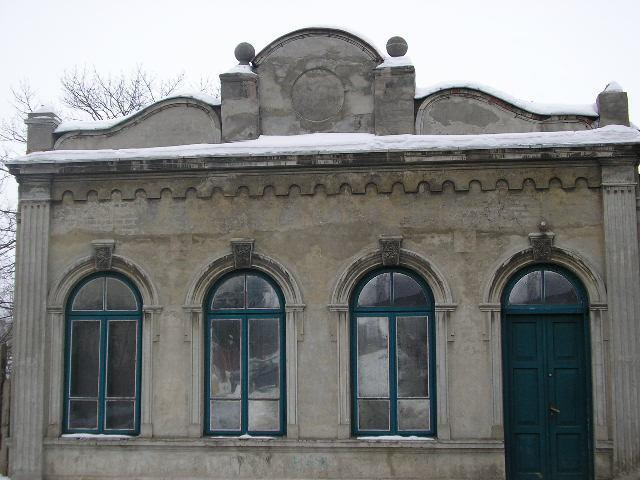
Synagoga Garbarska

Zabytki w Szydłowcu – zespół zabytkowej architektury w Szydłowcu.

## Najważniejsze zabytki

### Fara św. Zygmunta
W południowej pierzei Rynku Wielkiego znajduje się kościół farny św. Zygmunta. Jest to jeden z trzech głównych zabytków-turystycznych wizytówek miasta. Wybudowano go w 1493 roku (pierwszy kościół stanął w 1401) z inicjatywy Jakuba Szydłowieckiego w stylu gotyku saksońskiego. W środku budowli na uwagę zasługują złocone ołtarze, późnogotycki poliptyk oraz polichromia lipowego stropu.
Świątynia jest ośrodkiem życia religijnego i kulturalnego miasta. W niej odprawiane są rocznicowe msze dziękczynno-błagalne, ale także znajdują się tu czasowe wystawy dotyczące historii parafii oraz architektury kościoła. Jest to także miejsce rozgrywania konkursów muzycznych tj. kościelnej muzyki chóralnej i organowej. Fara jest siedzibą dekanatu szydłowieckiego i parafii św. Zygmunta Króla.

### Ratusz
Ratusz w Szydłowcu stoi w środku Rynku Wielkiego. Jest to przykład mieszczańskiej architektury polskiej doby renesansu choć niektórzy twierdzą, że budynek jest doskonałym przykładem wczesnego stadium manieryzmu. Budowę ukończono w 1629, z inicjatywy Mikołaja Radziwiłła Czarnego, chociaż znaczny odsetek funduszu budowy pochodził ze składek mieszczan. Zaprojektował go Kasper Fodyga, a szefem prac nad jego budową został jego brat Albrycht.
Z okien ratuszowej wieży zegarowej można, w ważne rocznice miejskie, usłyszeć hejnał. Obecnie, tak jak pierwotnie zakładano, mieści się tam Urząd Miejski oraz kawiarnia.

### Zamek
Zamek – dawna gotycko-renesansowa rezydencja rodu Szydłowieckich i Radziwiłłów oraz księżnej Anny Sapieżyny.
Wybudowany w przez Stanisława Szydłowieckiego w latach 1470–1480 na miejscu dawnego grodu. W latach 1515–1526 nastąpiła przebudowa i rozbudowa gotyckiego zamku na renesansową rezydencję dokonana przez Mikołaja Szydłowieckiego. Albrecht Władysław Radziwiłł w latach 1619–1629 dokonał ostatniej przebudowy zamku w stylu późnorenesansowym i barokowym.
W 1802 zamek oraz dobra szydłowieckie zakupiła księżna Anna Sapieżyna Zamoyska, która odsprzedała go w 1828 skarbowi Królestwa Polskiego. Wkrótce potem został wydzierżawiony Maurycemu Engermanowi, który urządził tu skład piwa. Nieużytkowany od połowy XIX wieku popadał w ruinę, dopiero w latach 60. XX wieku miał miejsce pełny remont budowli. Zamek oddano miejscowym instytucjom publicznym, obecnie jest siedzibą Szydłowieckiego Centrum Kultury oraz Muzeum Ludowych Instrumentów Muzycznych.

## Rejony
Zabytki Szydłowca położone są w granicach miasta dosyć równomiernie. Największe zagęszczenie starych budowli jest na Starym Mieście oraz Pradze. Ze względu na charakter i funkcje zabytkowej zabudowy Stare miasto podzielono na 2 rejony. Główne Miasto (na południu) zwane też św. Zygmuntem lub Śródmieściem było reprezentacyjną częścią miasta, z ratuszem i urzędami zamieszkana przez chrześcijan. Zaś Skałka (na północy) to rejon handlowo-gospodarczy, zamieszkany od II poł. XVII wieku, przez Żydów. Wymienione czynniki warunkują lokacje poszczególnych obiektów. Oczywiście te czynniki warunkuje także złożona historia miasta. Najstarszą część miasta stanowi jednak Podzamcze na którym znajduje się zamek oraz ruiny browaru. Do odwiedzanych przez turystów rejonów zalicza się Podgórze, które jest grzebalno-kamieniarską częścią miasta.

### Główne Miasto
Główne Miasto to rejon, w którym znajdują się najczęściej odwiedzane i szeroko rozpropagowane zabytki. Zabudowa skupia się wokół Rynku Wielkiego. Na jego terenie znajdują się zabytki:
- Kościół farny św. Zygmunta
- Ratusz
- Pręgierz
- Dom pod Dębem
- Pomnik T. Kościuszki
- Kamienice przy rynku.

### Skałka
Skałka to rejon składający się z dawnych dzielnic: Skałki i Składowa. Na ich terytorium położone były dwa obiekty sakralne, które zostały zniszczone podczas pożarów oraz wojen.
- Kościół oraz szpital Św. Ducha
- Synagoga główna

Istnieje jeszcze jedna synagoga, której udało się przetrwać do dnie dzisiejszego, niepełniąca swoich pierwotnych funkcji. Do synagogi głównej przylegał także cmentarz, który obecnie jest tylko jego lapidarium.
- Synagoga garbarska
- Cmentarz żydowski

### Podzamcze
Podzamcze jest najstarszą częścią miasta, ponieważ ulokowano tutaj zamek, dzięki któremu powstała osada Szydłowiec. W tym rejonie mieścił się do XIX wieku folwark oraz kamieniołom. Do niedawna przy ulicy prowadzącej do zamku stało kilka drewnianych, zabytkowych domów z których obecnie w nienaruszonym stanie zachował się jeden. Na skraju parku Radziwiłłów znajdował się młyn. Do obiektów zabytkowych tego terenu wliczymy:
- Zamek
- Ruiny browaru
- Park Radziwiłłowski.

### Podgórze
Podgórze to rejon, na którym pierwotnie eksploatowano kamień piaskowiec, z jego odpadów utworzyła się hałda, która w tradycji mieszkańców uznawana jest za miejsce pochówku zmarłych na cholerę w XVII oraz XVIII wieku, na początku XIX ulokowano tu cmentarz, który do dziś pełni swoje pierwotne funkcje grzebalne. Do obiektów historycznych tego rejonu zaliczyć można:
- Cmentarz chrześcijański
- Górę Trzech Krzyży
- Kamieniołom Pikiel oraz Podkowiński.